# Storebæltsforbindelsen
 Ikke at forveksle med Storebæltsoverfarten.
Storebæltsforbindelsen (også kendt som Storebæltsbroen) er en kombineret bro- og tunnelforbindelse beregnet til tog- og motortrafik, der krydser Storebælt og forbinder Fyn og Sjælland. Jernbanen åbnede 1. juni 1997, og vejforbindelsen åbnede 14. juni 1998, hvor den faste forbindelse erstattede de hidtidige færgeruter. De samlede byggeomkostninger var 21,4 mia. kr i 1988-kroner.
Forbindelsen er cirka 17 km lang. Den udgøres af tre separate broer, en tunnel og et stykke vej på Sprogø. Forbindelsen består af en firesporet motorvej og en dobbeltsporet jernbane med elektriske køreledninger. Krydser man Storebælt ad motorvejen fra Sjælland, skal man først over hængebroen (også kaldet højbroen eller østbroen), som strækker sig fra Korsør på Sjælland til Sprogø og er 6.790 m lang. Herefter kommer en cirka 2,5 km lang strækning på Sprogø, og til sidst en lavbro (også kaldet vestbroen), som strækker sig fra Sprogø til Nyborg på Fyn, og er 6.611 m lang.
Mellem Sprogø og Fyn føres jernbanen på en selvstændig lavbro nord for motorvejsbroen. Kun motorvejen føres over højbroen, mens jernbaneforbindelsen føres igennem en 8 km lang dobbelttunnel mellem Sjælland og Sprogø. 
Det frie spænd mellem højbroens to pyloner er 1.624 m langt, hvilket er det femtelængste frie spænd på en hængebro i verden. Desuden er det verdens femtelængste hængebro. Længderekorden indehaves af Akashi-Kaikyo-broen i Japan med et spænd på 1.991 m. På sit højeste sted er vejbanen ca. 70 m over vandoverfladen, hvilket skyldes hensynet til den internationale skibstrafik i Storebælt. Pylonerne, der bærer kablerne til hængebroen, er 254 m høje, hvilket gør dem til det næsthøjeste bygningsværk i Danmark. Hængebroen hænger i to store kabler. Kablerne er i hver ende af højbroen forankret i en ankerblok. De to ankerblokke vejer hver især over 300.000 ton.
Højbroen er brugt som motiv på 1000-kronesedlen fra 2009-serien.
En analyse fra Transportministeriet angiver, at broen frem mod år 2050 vil medføre en samfundsmæssig gevinst på 380 milliarder kr, hvoraf knap 290 milliarder går til brugerne i form af billigere og hurtigere transport, mens de resterende gevinster består i statens billetindtægter, reduceret forurening og øget arbejdsudbud (grundet mindre pendlertid).

## Historie

### Baggrund
En fast forbindelse over Storebælt har været debatteret siden det 19. århundrede. I 1936 blev en storebæltsbro med jernbane, vej og cykelsti designet af blandt andet Kampsax og Højgaard & Schultz til en formodet pris på 257 millioner kr, men 2. Verdenskrig satte en stopper for planerne.
Efter krigen nedsattes i 1948 en kommission til undersøgelse af en fast forbindelse over Storebælt, og da den i 1959 i sin betænkning gik ind for byggeriet,[kilde mangler] blev forundersøgelser af jordbundsforholdene iværksat. I 1965 udskrev Ministeriet for Offentlige Arbejder en idékonkurrence om den faste forbindelses udformning.
I februar 1967 blev resultatet af konkurrencen offentliggjort, og i den første præmiegruppe med en præmiesum på 200.000 kroner var der fire konkurrenceprojekter udarbejdet af henholdsvis det amerikanske rådgivende ingeniørfirma Sverdrup & Parcel, det tyske entreprenørfirma Krupp, det tyske entreprenørfirma Pollensky & Zöllner og den danske ingeniørgruppe Gimsing, Madsen og Nisssen. I anden præmiegruppe - med en præmiesum på 100.000 kroner - var der seks konkurrenceprojekter, heriblandt et projekt udarbejdet af Johan Hannemann sammen med firmaet Jespersen og Søn, såvel som endnu et konkurrenceprojekt fra den danske ingeniørgruppe Gimsing, Madsen og Nissen.
Byggeriet blev imidlertid ikke påbegyndt i umiddelbar fortsættelse af konkurrencen, vistnok hovedsageligt fordi den danske entreprenørbranche i de år var meget travlt optaget af bolig- og erhvervsbyggeri.[kilde mangler]
Efter oliekrisen i 1973 og den deraf følgende arbejdsløshed og opbremsning i byggeriet oprettede Anker Jørgensens socialdemokratiske regering i trafikministeriets regi bygherreselskabet Statsbroen Storebælt. Nye forundersøgelser blev iværksat, men byggeprojektet blev standset i forbindelse med dannelsen i 1978 af SV-regeringen, idet dette var et krav fra Venstres side.
Det projekt, som blev realiseret, blev besluttet af Folketinget i 1986. Samtidig blev der oprettet et statsligt selskab, A/S Storebæltsforbindelsen, der fik til opgave at varetage projektering, anlæg og drift af forbindelsen. Selskabet er ejet af det statsejede Sund og Bælt Holding A/S, som også ejer A/S Øresund, der sammen med det svenske statsejede selskab SVEDAB AB står for Øresundsforbindelsen.
I 1988 blev tre arkitektfirmaer og tre landskabsarkitekter inviteret af bygherren til at præsentere sig, og efter en række interviews blev Dissing+Weitling sammen landskabsarkitekten Jørgen Vesterholt udpeget som ansvarlige for den arkitektoniske og landskabsmæssige udformning af forbindelsen, og kunstneren Ole Schwalbe blev engageret som særlig rådgiver.

### Opførelse og indvielse
Første spadestik til byggeriet blev taget den 23. juni 1988 af daværende trafikminister H.P. Clausen. Det var fra politisk hold besluttet at prioritere jernbanetrafik før vejtrafik, hvorfor Sjælland blev skinnefast med Europa 11. september 1995. Arbejderne forbandt denne dag jernbaneskinnerne fra Fyn og Sjælland i tunnelen under Storebælt.
Jernbaneforbindelsen åbnede den 1. juni 1997. Ved indvielsen spillede det danske band Shu-bi-dua, der havde skrevet en ny tekst til deres sang "Sorgenfri" fra Shu-bi-dua 7 (1980), og den nye sang fik titlen "Tunnelåbningssangen". Bandet spillede på en togvogn, der kom kørende op fra togtunnelen.
Vejforbindelsen åbnede 14. juni 1998, hvor dronning Margrethe indviede den ved at køre over broen i Krone 2, der er den ene af kongehusets to Daimler limousiner.

### Nyere tid
Tidspunktet for hvornår broen er tilbagebetalt har svinget gennem tiden og er blevet påvirket af prisændringer, fx i 2017 hvor prisen faldt med 25 %, og udbytter til staten på samlet 8,4 milliarder kr. I 2020 forventedes broen tilbagebetalt i 2032.
Konklusionen af en rapport fra 2008 sagde, at alle renter og afdrag på byggeriet forventedes tilbagebetalt i 2023, hvilket var fire-fem år tidligere end antaget da broen stod færdig. I 2011-årsrapporten for Sund & Bælt var dette imidlertid justeret, så broen nu forventedes tilbagebetalt i 2029. Broen var beregnet til at holde i 100 år, men det blev i 2020 opjusteret til 200 år.

## Sikkerhed
Et sikkerhedssystem – VTS Storebælt (Vessel Traffic Service Storebælt) – skal sørge for, at broen ikke påsejles. Sikkerhedssystemet består blandt andet af konstant radarovervågning. Hvis et skib ser ud til at være på kollisionskurs med broen, vil skibet blive kaldt via radio. Reagerer skibet ikke, vil et "afværgeskib" blive sendt ud for at forsøge at komme i kontakt med skibet. Afværgeskibet har været brugt én gang, da et skib havde direkte kurs mod en af ankerblokkene, der holder kablerne til hængebroen. I januar 2010 besluttede selskabet bag Storebæltsforbindelsen at afskaffe afværgeskibet, da man ikke længere ville betale de 5,5 – 6 millioner kr/år, det kostede at have det standby.
Første gang Vestbroen var udsat for kollision var, da M/F Romsø den 14. september 1993 under syd-sydvestlig vind og kraftig nordgående strøm blev ført op imod broen, hvor færgen lå og slog mod broelementerne og fik omfattende skader på skrog og overbygning, og der blev også slået flere huller i broelementet.
Den 3. marts 2005 forårsagede menneskelige fejl samt tekniske og organisatoriske mangler hos VTS Storebælt, at disse sikkerhedssystemer svigtede i forbindelse med en påsejling. En beruset overstyrmand på skibets bro bevirkede, at M/V Karen Danielsen på 3500 tons sejlede ind i vestbroen (fra syd) og kilede sig fast. Broen blev derpå lukket i fem timer. Kollisionen forårsagede et hul i betonen på broen, hvilket dog ikke havde væsentlig praktisk betydning.
Forbindelsen indførte fartmålere på tre vejsektioner i 2024.

## Energiforsyning
10. december 2009 stod en havvindmøllepark på syv vindmøller klar nord for Sprogø, som årligt vil producere 66 millioner kilowatttimer. Det dækker det samlede energiforbrug til drift af alle Sund & Bælts anlæg, hvilket gør Sund & Bælt til det første infrastrukturselskab i Danmark, hvis anlæg er CO2-neutralt.

## Jernbaneforbindelsen
Højbroen er for stejl til jernbanekørsel. Derfor er jernbanen ført gennem en tunnel mellem Sprogø og Sjælland. I tunnelen viste stigningen i begyndelsen sig alligevel at være et problem, og et godstog strandede i tunnelen, kort efter tunnelen var blevet taget i brug. DSB Gods var derfor nødsaget til at afkorte godstogene eller spænde et ekstra lokomotiv for. Problemet blev dog elimineret, da EG-lokomotiverne blev sat i drift.
Vest for Sprogø kører togene på en selvstændig bro side om side med den lave bilbro.

## Vejtrafik
I 2009 udgjorde personbiler 89 % af vejtrafikken, 10 % lastbiler og den sidste procent motorcykler og busser. Følgende tabel indeholder tal fra A/S Storebælt
| År    | MC      | Personbiler | Lastbiler | Busser | I alt      |
| ----- | ------- | ----------- | --------- | ------ | ---------- |
| 1998* | 29.589  | 3.296.062   | 352.920   | 21.568 | 3.700.139  |
| 1999  | 40.080  | 6.060.898   | 757.662   | 38.218 | 6.896.858  |
| 2000  | 44.474  | 6.557.241   | 885.845   | 38.455 | 7.526.015  |
| 2001  | 38.769  | 6.726.466   | 938.098   | 38.407 | 7.741.740  |
| 2002  | 43.729  | 7.018.643   | 975.867   | 37.107 | 8.075.346  |
| 2003  | 42.417  | 7.213.085   | 987.695   | 34.955 | 8.260.026  |
| 2004  | 44.709  | 7.545.290   | 1.042.392 | 34.562 | 8.666.953  |
| 2005  | 46.156  | 8.099.777   | 1.104.704 | 32.920 | 9.283.557  |
| 2006  | 50.448  | 8.792.144   | 1.203.401 | 34.155 | 10.080.148 |
| 2007  | 55.061  | 9.368.172   | 1.286.332 | 32.092 | 10.741.657 |
| 2008  | 67.568  | 9.672.535   | 1.255.901 | 29.500 | 11.025.504 |
| 2009  | 66.007  | 9.592.812   | 1.119.913 | 28.128 | 10.806.860 |
| 2010  | 66.511  | 9.296.434   | 1.103.170 | 27.301 | 10.493.416 |
| 2011  | 72.674  | 9.540.372   | 1.175.368 | 25.175 | 10.813.589 |
| 2012  | 76.787  | 9.610.698   | 1.182.949 | 23.648 | 10.894.082 |
| 2013  | 85.522  | 9.568.832   | 1.202.617 | 26.277 | 10.883.248 |
| 2014  | 101.646 | 9.172.018   | 1.189.160 | 24.767 | 10.487.591 |
| 2015  | 114.908 | 10.417.976  | 1.307.013 | 40.125 | 11.880.022 |
| 2016  | 135.369 | 10.890.590  | 1.367.333 | 44.456 | 12.437.748 |
| 2017  | 140.063 | 11.166.497  | 1.429.728 | 43.355 | 12.779.643 |
| 2018  | 143.291 | 11.357.037  | 1.481.116 | 48.511 | 13.029.955 |
| 2019  | 133.379 | 11.580.964  | 1.509.353 | 47.340 | 13.271.036 |
| 2020  | 107.106 | 9.599.975   | 1.516.734 | 18.836 | 11.242.651 |
| 2021  | 107.979 | 10.650.423  | 1.655.137 | 22.521 | 12.436.060 |
| 2022  | 107.775 | 11.407.082  | 1.699.314 | 32.713 | 13.246.884 |
| 2023  | 100.739 | 11.837.929  | 1.652.038 | 39.609 | 13.630.315 |
| 2024  | 91.931  | 11.852.788  | 1.706.199 | 28.557 | 13.679.475 |

- *Trafiktal startede juni 1998, da broen åbnede for vejtrafik.